# Hoel II de Bretaña
Hoel II, llamado Houel Huuel en bretón y Hoel de Cornouaille en francés (c. 1030 - 13 de abril de 1084), conde Cornouaille y de Nantes, y después duque de Bretaña en 1066-1084. Hijo mayor de Alain Canhiart, conde de Cornouaille, y de Judith, hija y heredera de Judicaël, conde de Nantes.

## Conde de Cornouaille
Se convirtió en conde de Cornuaille a la muerte de su padre en 1058, y en conde de Nantes, una zona que ya administraba antes de la muerte de su madre en 1063. Para fortalecer el control de la casa de Cornuaille en el Nantais, hizo elegir en 1059 y consagrar en 1061 a su hermano menor Guérech como obispo de la ciudad. A la muerte de este en 1078, su hermano menor Benito, abad de Sainte-Croix de Quimper desde 1066, lo sucedió como jefe de la diócesis.
Entre 1062 y 1066 Hoel concede la isla de Danreau a la abadía de Saint-Nicolas d'Angers, cuando se convirtió en duque de Bretaña confirmó la donación el 9 de abril de 1079.

## Duque de Bretaña
Antes de 1058 se casó con Havoise de Bretaña, hija del duque Alano III de Bretaña y hermana de Conan II de Bretaña. A la muerte de este último, se convierte en duque consorte de Bretaña (11 de diciembre de 1066). Sólo el condado de Rennes quedó fuera de su autoridad, tras haber sido dado al conde Godofredo Grenonat, hijo ilegítimo de Alano III.
Durante el gobierno de Hoel, los señores bretones que participaron en la conquista normanda de Inglaterra junto a Guillermo el Conquistador obtuvieron bastiones importantes en Inglaterra. Fue en esta ocasión que Alain le Roux, hijo de Éon I Penthièvre, recibió el honor de Richmond, Geoffroy de La Guerche áreas en los condados de Leicester y Warwick, Raoul de Fougeres en Surrey, Devon, Buckinghamshire, Norfolk y Suffolk.
El comienzo de su gobierno fue tranquilo, pero su esposa Havoise muere en 1072. Hoel se enfrenta después, entre 1075 y 1077, a una rebelión de los señores de Bretaña liderada por Geoffroy Boterel, hijo de Eudes de Penthièvre, y Godofredo Grenonat, así como también de sus vasallos de Cornualles.
En 1075 Godofredo Grenonat y Raúl de Guader, expulsados de Inglaterra por participar en una conspiración, tomaron Dol-de-Bretagne. Hoel ataca a los rebeldes con la ayuda de Guillermo el Conquistador, que incluso sitia Dol-de-Bretagne en septiembre de 1076. La llegada del rey Felipe I de Francia y del duque de Aquitania, finalmente, obligaron a Guillermo a retirarse. En 1077 los rebeldes capturan a Hoel, pero poco después éste es liberado por su hijo Alan Fergant, quien vence a los rebeldes. La rebelión termina realmente con la muerte de Eudes de Penthièvre en 1079.
El duque Hoel residió en Auray, Quimper y Nantes con su Corte. Entre 1079 y 1084 fundó un priorato en Landugen, dependiente de la abadía Sainte-Croix de Quimper. Murió el 13 de abril de 1084.

## Matrimonio y descendencia
De su unión con Havoise de Bretaña tuvo cinco hijos:
1. Alan Fergant, duque de Bretaña
2. Matías II, conde de Nantes.
3. Eudon, mencionado en una acta del cartulario de Redon en 1089.
4. Adela II, abadesa de Saint-Georges de Rennes desde 1085 hasta su muerte el 14 de octubre de 1152.
5. Havoise, conocida por una acta del cartulario de la abadía de Saint-Georges de Rennes en 1085.